# Diabrotica tibialis
Diabrotica tibialis es una especie de insecto coleóptero de la familia Chrysomelidae. Fue descrita en 1887 por Jacoby.